# VMware
VMware LLC ist ein US-amerikanisches Technologie-Unternehmen und seit November 2023 ein Tochterunternehmen von Broadcom. VMware LLC ist ein Anbieter von Software-Lösungen im Bereich Cloud Computing sowie der Virtualisierung von Rechenzentrumsinfrastrukturen und gilt als Marktführer für Virtualisierungssoftware.
Das Unternehmen wurde 1998 mit dem Ziel gegründet, eine Technik zu entwickeln, physische Computersysteme auf Basis einer x86-Architektur mit Hilfe von Software zu abstrahieren und die Eigenschaften eines Computersystems virtuell abzubilden. Heute ist insbesondere die Servervirtualisierung im modernen Rechenzentrumsbetrieb stark verbreitet.
Im Laufe der Firmengeschichte hat VMware seine Softwarelösungen erweitert und entwickelt heute Software in den Bereichen Cloud Infrastruktur, Cloud-Management-Plattformen sowie zum Verwalten von (mobilen) Endgeräten für den Endbenutzer.
Neben der Entwicklung kommerzieller Software ist VMware in der Open Source Community aktiv und Unterstützer diverser Open-Source-Projekte, insbesondere im Zusammenhang mit Cloud Native Applications.

## Entwicklung des Unternehmens

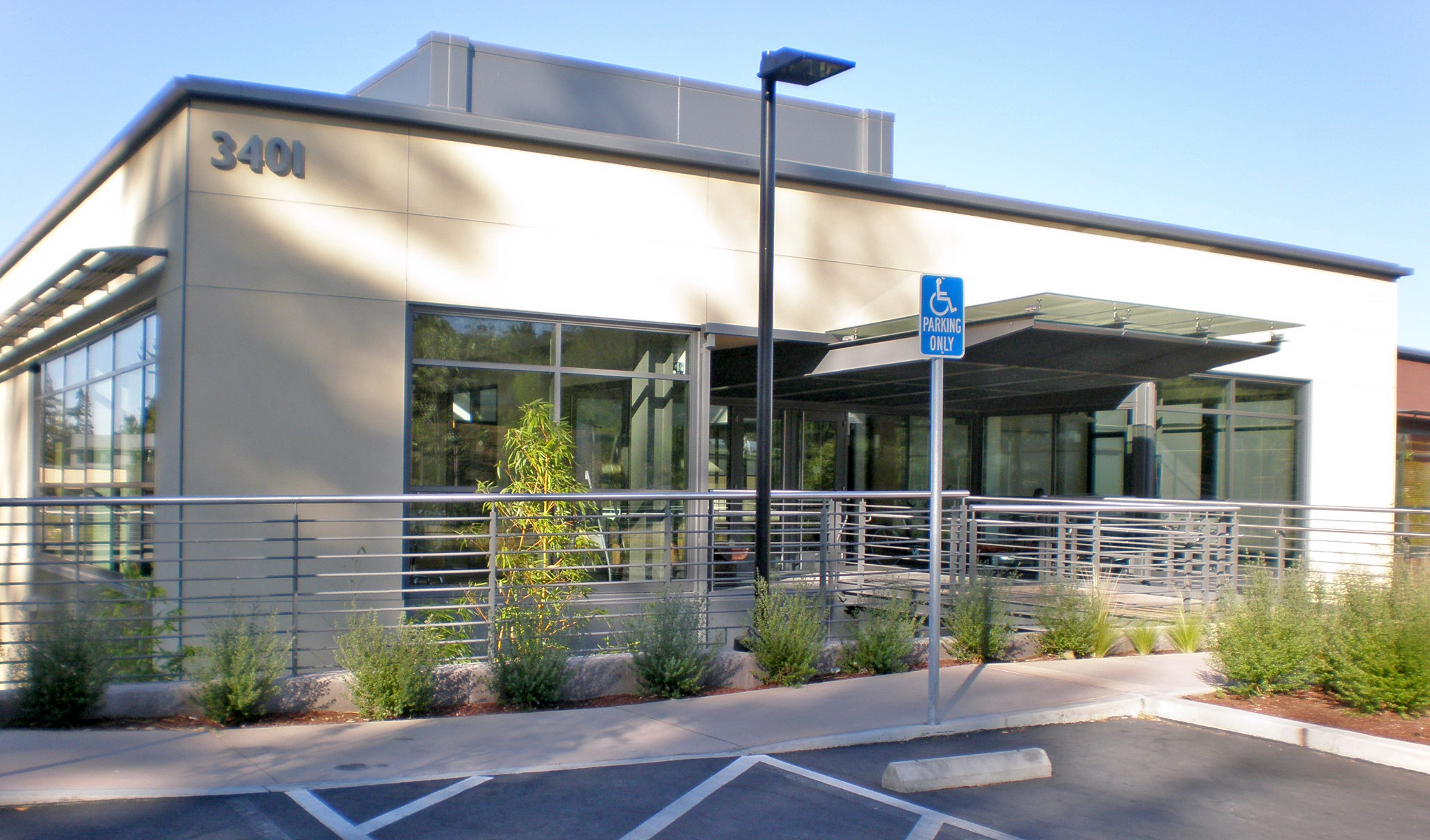
Eingang zum VMware-Hauptquartier

VMware wurde 1998 von den Informatikern Mendel Rosenblum, Diane Greene (von 1998 bis 2008 CEO), Scott Devine, Ellen Wang und Edouard Bugnion gegründet. Die ersten Produkte des Unternehmens basierten auf einer Reihe von Workarounds, um Limitierungen der x86-Architektur im Hinblick auf Virtualisierung zu umgehen, welche maßgeblich von Rosenblum, der an der Stanford University lehrte, entwickelt wurden. Das Unternehmen war das erste, dem die Virtualisierung auf der x86-Architektur gelang, und schuf damit den Sektor der x86-Virtualisierung, in den später auch andere Unternehmen stießen.
Die Verkaufszahlen des Unternehmens haben sich insbesondere seit der Etablierung von Virtualisierung bei großen Unternehmen rasant entwickelt. Weil sich dieses Wachstum nicht genug im Aktienkurs der Mutter EMC niedergeschlagen hat, brachte EMC VMware Inc. am 14. August 2007 an die Börse (das Unternehmen verkaufte 10 % der VMware-Aktien, insgesamt 33 Millionen Stück). Die Aktien schossen an der New Yorker Börse am Ausgabetag um 86 Prozent in die Höhe, bei einem Ausgabepreis von 29 US-Dollar. Am Schluss des Emissionstages notierte der Kurs in New York bei 53,99 US-Dollar. Damit war das Unternehmen am ersten Handelstag rund 19,1 Milliarden US-Dollar wert. Durch eine gute Kursentwicklung in der Folge war VMware bald mehr wert als der Mutterkonzern EMC exklusive VMware.
Im August 2007 wurde öffentlich bekannt, dass ein deutscher Software-Entwickler aus der Linux-Kernel-Community der Firma VMware Urheberrechtsverletzungen in wesentlichen Kernelementen seiner Produkte vorwarf. Ein angestrengtes Gerichtsverfahren wurde in mehreren Instanzen abgewiesen, weil die Urheberschaft des Klägers nicht ausreichend belegt wurde.
Anfang 2016 entließ VMware die Entwicklerteams der populären Produkte Fusion und Workstation, insgesamt etwa 800 Stellen sind dadurch weggefallen. Die Aufgabe der Weiterentwicklung und Pflege wurde an andere Standorte im Ausland übertragen. Im September 2016 gab Dell bekannt, mit dem Mutterkonzern EMC fusionieren zu wollen. VMware bleibt unter dem Dach der neuen Firma Dell Technologies als eigenständiges börsennotiertes Unternehmen bestehen. Im November 2021 wurde VMWare von Dell Technologies abgespalten und die Anteile in Höhe von 81 % in Form eines Spin-off an die eigenen Aktionäre verteilt.
Nach dem Ausbruch der COVID-19-Pandemie im Jahre 2020 eröffnete VMware seinen Mitarbeitern die Möglichkeit, vollständig von zu Hause aus zu arbeiten. Wer jedoch in eine andere Region außerhalb des Silicon Valley zieht und damit geringere Lebenshaltungskosten hat, solle dabei eine entsprechende Kürzung des Gehalts bekommen.

### Ab dem Jahr 2022
Größter Anteilseigner von VMware vor der Übernahme durch Broadcom war Michael Dell, welcher einen Anteil von 41 % hielt. Zusammen mit seinem Partnerunternehmen Silver Lake, welches weitere 11 % hielt, kontrollierten sie die Mehrheit am Unternehmen. Im Mai 2022 begann der Halbleiterhersteller Broadcom Inc. VMware für ca. 61 Milliarden US-Dollar zu übernehmen. Die Zustimmung der EU war wegen möglicher kartellrechtlicher Bedenken erforderlich.
Mitarbeiter befürchten eine Veränderung der Arbeitskultur mit weniger Flexibilität und Einschränkungen beim mobilen Arbeiten, weshalb es nach der Ankündigung der Übernahme teilweise zu Abwanderungen aus dem Unternehmen kam. Im Dezember 2023 schloss Broadcom die Übernahme durch einen Squeeze-out ab.
Einige Kunden und Anwenderverbände befürchteten, nach der Übernahme könnten es zu Preiserhöhungen kommen. Dies sei problematisch, da bei den Produkten des Unternehmens ein Lock-in-Effekt bestehe, weshalb nur mit zeitlichem Versatz zu Konkurrenzprodukten gewechselt werden könne. Diese Befürchtungen bewahrheiteten sich und die Lizenzkosten stiegen teils um mehr als das 10-fache, was Verärgerung verursachte. Broadcom wurde daraufhin von der für kartellrechtliche Angelegenheiten zuständigen EU-Kommission kontaktiert; ohne ein Ergebnis der Untersuchungen abzuwarten, kündigte VMware eine deutliche Senkung der Lizenzpreise an. Im Dezember 2024 wurde dann über Kostensteigerungen bis zu 1000 %, also einer Verzehnfachung berichtet.

### Übernahmen und Beteiligungen vor der eigenen Übernahme in 2022/2023
| Bekanntmachungsdatum | Unternehmen               | Beschreibung | Referenzen    |
| -------------------- | ------------------------- | --- | ------------- |
| September 2020       | Saltstack                 | Saltstack ist eine Open-Source-Software zur Automatisierung der Konfiguration von Serversystemen | [ 21 ]        |
| Juni 2020            | Lastline                  | Lastline ist ein Pionier in der Anti-Malware-Forschung und KI-gestützten Netzwerkerkennung und -reaktion. | [ 22 ]        |
| Mai 2020             | Ocatrine                  | Octarine bietet eine Cloud-native Sicherheitsplattform für den gesamten Lebenszyklus von Anwendungen, die auf Kubernetes laufen, und hilft Kunden, ihre Cloud-nativen Anwendungen von der Erstellung bis zur Laufzeit zu schützen. | [ 23 ]        |
| Januar 2020          | Nyansa                    | Nyansa ist ein KI-getriebenes Start-up-Unternehmen im Bereich Netzwerkanalyse | [ 24 ]        |
| Oktober 2019         | Carbon Black              | Cloud-native Endpunkt-Sicherheitssoftware, die entwickelt wurde, um gefährliches Verhalten zu erkennen und zu verhindern, dass schädliche Dateien ein Unternehmen angreifen. | [ 25 ]        |
| August 2019          | Pivotal                   | Bietet eine Reihe von Entwicklungsressourcen mit einer entwicklerzentrierten Plattform und Services, die die App-Entwicklung beschleunigen. | [ 26 ]        |
| Juli 2019            | Bitfusion                 | Startup, das sich auf Virtualisierung von Hardware-Beschleunigung spezialisiert hat. | [ 27 ]        |
| Juli 2019            | Avi Networks              | Spezialist für Multi Cloud Anwendungen wie Cloud Application Services, inkl. Load Balancer, WAF und Service Mesh | [ 28 ]        |
| Mai 2019             | Bitnami                   | Beschleunigt die Bereitstellung von Anwendungen für Multi Clouds, einschließlich Kubernetes-Umgebungen. | [ 29 ]        |
| Februar 2019         | Aetherpal                 | Remote Support Lösung für die Workspace ONE Plattform. | [ 30 ]        |
| November 2018        | Heptio                    | Kubernetes Software und Services | [ 31 ]        |
| August 2018          | CloudHealth Technologies  | Anbieter einer Multi-Cloud Management Plattform | [ 32 ]        |
| Mai 2018             | Bracket Computing         | Anbieter von Security Virtualisierungstechnologie. | [ 33 ]        |
| März 2018            | E8 Security               | Die Plattform von E8 Security nutzt maschinelles Lernen und KI, um Unternehmen dabei zu unterstützen, Cyber-Bedrohungen schneller zu erkennen. | [ 34 ]        |
| Februar 2018         | CloudVelox                | Ermöglicht Workload-Mobilität zwischen dem Rechenzentrum und den Public Clouds | [ 35 ]        |
| Februar 2018         | CloudCoreo                | Anbieter von Cloud Configuration Management Lösung. Diese identifiziert proaktiv Risiken, bei der Bereitstellung von Public Clouds, um Verstöße gegen Compliance-Verletzungen zu verhindern, bevor sie auftreten. | [ 36 ] [ 37 ] |
| Dezember 2017        | VeloCloud Networks        | Entwickelte das Software-Defined Wide Area Network (SD-WAN). | [ 38 ]        |
| Mai 2017             | Apteligent                | Anbieter von Echtzeit-Datenanalyse und Auswertung. | [ 39 ] [ 40 ] |
| April 2017           | Wavefront                 | Anbieter von Monitoring Tools zur Überwachung und Analyse von Cloud-Anwendungen. | [ 41 ] [ 42 ] |
| Oktober 2014         | Continuent                | Anbieter von Datenbank-Software für Datenbank-Clustering und -Replikation, die bei Hochverfügbarkeit, Disaster Recovery und Echtzeit-Warehouse-Befüllungen eingesetzt werden können. | [ 43 ]        |
| Juni 2016            | Arkin Net                 | Anbieter von Software-Defined Datacenter Security und Operations Lösungen. Bo | [ 44 ]        |
| Oktober 2015         | Boxer                     | Anbieter von PIM-Lösung (Personal Information Management) für mobile Geräte für Unternehmen und Verbraucher | [ 45 ]        |
| August 2014          | CloudVolumes              | Startup mit Real-Time Application Delivery Lösungen | [ 46 ]        |
| März 2014            | Third Sky                 | Full-Service IT-Service-Management, Beratungs-, Schulungs- und Technologieanbieter für IT-Service-Management | [ 47 ]        |
| Januar 2014          | AirWatch                  | Anbieter von Enterprise-Lösungen für Mobile Device Management, Mobile Application Management und Mobile Content Management. | [ 48 ]        |
| Oktober 2013         | Desktone                  | Anbieter von Desktop-as-a-Service Lösungen. | [ 49 ]        |
| Februar 2013         | Virsto                    | Speicherspezialist, um Speicher für virtuelle Rechnerumgebungen und die Cloud zu optimieren. | [ 50 ]        |
| Juli 2012            | Nicira                    | Softwareanbieter für verteilte virtuelle Netzwerke in Cloud-Rechenzentren. | [ 51 ]        |
| Juli 2012            | DynamicOps                | Anbieter von Cloud-Automatisierungslösungen, die die Bereitstellung und Verwaltung von IT-Services in heterogenen Umgebungen ermöglichen. | [ 52 ]        |
| Mai 2012             | Wanova                    | Anbieter von offline-fähige und individuelle virtuelle Desktops | [ 53 ]        |
| April 2012           | Cetas Software            | Anbieter von Big Data Analyse Lösung | [ 54 ]        |
| August 2011          | PacketMotion              | Startup mit einem Produkt für user Activity Monitoring. Das Produkt PacketSentry sollte in VMware vCloud Networking and Security integriert werden, wurde aber Ende 2012 eingestellt. | [ 55 ]        |
| Mai 2011             | Socialcast                | Das Unternehmen entwickelte Kollaborationslösungen für Unternehmen. | [ 56 ]        |
| April 2011           | SlideRocket               | Ein Startup, das eine SaaS-Anwendung zur Erstellung von Geschäftspräsentationen entwickelte, die online gespeichert werden. Über eine webbasierte Benutzeroberfläche können Benutzer alle Teile des Prozesses abwickeln, von der Gestaltung von Folien und der Zusammenstellung von Inhalten bis hin zur Überprüfung von Dokumenten sowie deren Veröffentlichung und Bereitstellung. VMware verkaufte am 5. März 2013 SlideRocket an ClearSlide. | [ 57 ]        |
| Mai 2010             | GemStone Systems          | Hersteller von Software, die Daten über einen Server-Cluster zwischenspeichert, um die Skalierung von Anwendungen zu unterstützen. | [ 58 ]        |
| Januar 2010          | Zimbra                    | Spezialist im Bereich E-Mail und Collaboration Software. Wurde im Juli 2013 an Telligent Systems verkauft. | [ 59 ]        |
| August 2009          | Spring (Source)           | Das Unternehmen entwickelte Web-Technologien wie dem Spring-Framework in Java, dem Servlet-Container Apache Tomcat, dem Anwendungs-Überwachungs- und Verwaltungswerkzeug Hyperic sowie der Programmiersprache Groovy und dem darauf aufsetzenden Anwendungs-Framework Grail. | [ 60 ]        |
| November 2008        | Tungsten Graphics         | Unternehmen, das u. a. für 3D-Unterstützung unter Linux wichtige Mesa 3D und Gallium3D, ein Framework für 3D-Grafiktreiber entwickelte. | [ 61 ]        |
| Oktober 2008         | Trango Virtual Processors | Entwickler eines mobilen Echtzeit-Hypervisor. | [ 62 ]        |
| Oktober 2008         | Blue Lane Technologies    | Das Unternehmen war ein Anbieter von Netzwerksicherheit, der Inline-Patching-Technologie sowie Software entwickelt hat, die virtuelle Maschinen vor Sicherheitsbedrohungen im Netzwerkverkehr schützt. | [ 63 ]        |
| Juli 2008            | B-hive Networks           | Unternehmen, das automatisiertes Performance-Management und Service-Level-Reporting für Applikationen bereitstellte, die auf virtuellen VMware-Maschinen liefen. Im Zuge dessen baut VMware ein zusätzliches Entwicklungszentrum in Israel auf. | [ 64 ]        |
| September 2007       | Dunes Technologies        | Lösungen im Bereich IT-Prozessmanagement für virtuelle Umgebungen | [ 65 ]        |
| April 2007           | Propero                   | Das britische Softwarehaus ist spezialisiert auf „Connection Broker“, die organisieren, welche virtuelle Desktop-Maschine den jeweiligen Anwendern zur Verfügung gestellt werden. | [ 66 ]        |
| Juni 2006            | Akimbi Systems            | Dieses Startup-Unternehmen hat eine Software entwickelt, die Images von Betriebssystemen, Applikationen und Konfigurationen erstellt. | [ 67 ]        |
| Oktober 2005         | Asset Optimization Group  | Spezialist für Kapazitätsplanung | [ 68 ]        |

## Produkte

### Aktuelle Produkte

Logo bis 2009

#### Desktop Software

##### VMware Workstation
VMware Workstation ist das erste Produkt von VMware. Es ermöglicht die Virtualisierung von Betriebssystemen.

##### VMware Fusion
VMware Fusion ist ein mit VMware Workstation vergleichbares Produkt, welches auf Apple-Mac-Rechnern mit Intel-x86- und Apple-ARM-Prozessoren (ab Version 13) und dem Betriebssystem macOS verwendet werden kann. Virtuelle Maschinen können zwischen VMware Fusion und VMware Workstation ausgetauscht werden. Ältere Mac-Rechner mit PowerPC-Prozessoren werden nicht unterstützt.

##### VMware Player
VMware bietet mit dem VMware Player eine für den persönlichen und nicht-kommerziellen Gebrauch kostenlose Software, mit der fertig eingerichtete virtuelle Maschinen „abgespielt“ werden können. Im Virtual Machine Center lassen sich komplette VMware-Images herunterladen, die dann mit dem VMware Player gestartet werden können. Unter einigen Betriebssystemen (Windows Vista 32-Bit) sind neben dem Player keine anderen VMware-Produkte installierbar, auf der 64-Bit-Version schon. Mit VMware Player 13 wurde die Unterteilung in eine kommerzielle (VMware Workstation) und nicht-kommerzielle Version desselben Produkts aufgehoben, womit ein eigenständiger VMware Player (Stand 2020) nicht mehr existiert.
Ab Version 3 können laut Produktbeschreibung mit dem VMware Player auch isolierte virtuelle Maschinen neu erstellt werden.

##### VMware Converter
VMware Converter ist ein Migrations-Tool für Windows-Systeme und Nachfolger von VMware P2V (physical-to-virtual) Assistant. VMware Converter ist in zwei Versionen erhältlich, einer kostenlosen Starter-Edition, die nur jeweils eine Umwandlung zulässt, sowie einer kostenpflichtigen Enterprise-Edition, die mehrere Umwandlungen gleichzeitig ermöglicht und überwacht. Die Enterprise Edition verfügt zusätzlich über die Möglichkeit, ein stehendes System per Speicherabbild in eine virtuelle Maschine umzuwandeln, während die Starter-Edition nur direkt aus dem laufenden System heraus Umwandlungen vornehmen kann.

##### VMware Horizon
VMware Horizon (ehemals VMware View bzw. VDI) ist eine Desktopvirtualisierungslösung und Lösung zur Anwendungsvirtualisierung. Es lassen sich mit VMware Horizon sowohl Arbeitsplätze als auch einzelne Anwendungen bereitstellen. Die Software kann sowohl im eigenen Rechenzentrum (On-Premises) als auch als Cloud Lösung auf verschiedenen Cloud Plattformen genutzt werden. Ein Desktop as a Service (DaaS) Angebot, bei dem VMware die Infrastruktur und Horizon Platform als Service für den Kunden betreibt, ist unter dem Namen Horizon Cloud verfügbar.

##### VMware ThinApp
VMware ThinApp ist eine Applikationsvirtualisierungslösung, mit der z. B. verschiedene Versionen praktisch jeder Anwendung auf jedem Windows-Betriebssystem ohne Konflikte betrieben werden können.
ThinApp basiert auf der Thinstall-Technik, der Lösung für die zentralisierte Applikationsvirtualisierung.
Mit der Software entfällt laut Anbieterangaben die Notwendigkeit von auf physischen oder virtuellen PCs vorinstallierter Software oder von Verwaltungs-Tools für den Applikationsbetrieb.

#### Endgeräte Verwaltung

##### Workspace ONE UEM
VMware Workspace ONE UEM bietet Unternehmen die Möglichkeit, Endgeräte aus der Ferne zu verwalten. Hierzu zählen u. a. Windows 10, iOS, Android, macOS sowie Chrome OS Betriebssysteme. Hinzu kommen die branchenspezifischen Betriebssysteme QNX, Windows CE und Windows Mobile die häufig auf Rugged Endgeräten Verwendung finden. Neben dem Verwalten der Betriebssysteme, etwa dem setzen und überprüfen von Einstellungen, dem verteilen und installieren von Patchen sowie der Anpassung durch Unternehmensspezifische Richtlinien, wird Workspace ONE UEM auch für die Verteilung von Applikationen auf verschiedensten Endgeräten genutzt. Die Applikationen können auf mobilen Endgeräten, wie Smartphones oder Tablets, durch App Stores wie z. B. Apple iTunes oder Google Play Store zentral verwaltet auf den Geräten installiert werden. Die Bereitstellung und Installation auf Windows oder Mac Computern erfolgt in der Regel durch Workspace ONE UEM direkt, indem Applikationen durch das Unternehmen erst auf die Wokspace ONE UEM Platform hochgeladen und anschließend auf die Endgeräte zugewiesen wird.

#### Server-Software

##### VMware vSphere
VMware vSphere ist eine Sammlung von Software-Produkten und Features für den Bereich der Rechenzentrums- und Servervirtualisierung. Am häufigsten werden bei der Virtualisierung von Betriebssystemen in Rechenzentren mit Software von VMware die grundlegenden Produkte VMware ESXi und der VMware vCenter Server eingesetzt. Der VMware ESXi ist der Hypervisor, der die Virtualisierung ermöglicht und der VMware vCenter Server ist die darauf aufbauende Management-Schnittstelle, welche es auch ermöglicht, weitere Produkte (z. B. VMware vCenter Site Recovery Manager, VMware vRealize Operations Manager) und Funktionen (z. B. VMware vMotion, VMware HA, VMware DRS) zu aktivieren. VMware vSphere bildet außerdem die Grundlage für den Aufbau einer Cloud Umgebung mit VMware Software (VMware vCloud Director).

#### Cloud Management Software

##### VMware vRealize Suite
Die vRealize Suite wird von VMware auch als (Hybrid-)Cloud Management Plattform bezeichnet. Unter der Marke vRealize finden sich mehrere Werkzeuge wieder, die in Kombination ein umfassendes, zentrales und Cloud-übergreifendes Management ermöglichen sollen. Funktional dienen die einzelnen Werkzeuge der Standardisierung, der Automatisierung sowie der operativen Transparenz der IT-Infrastruktur und der darauf betriebenen Services.
Folgende Produkte gehören dazu:
- VMware vRealize Log Insight (Für die Sammlung, Speicherung & Auswertung von System-Protokollen)
- VMware vRealize Network Insight (Für die Sammlung, Speicherung & Auswertung von Netzwerk-Flows und diversen System-Statusmeldungen)
- VMware vRealize Operations Manager (Analyse, Überwachung, Management von Nutzlasten, beispielsweise für Kapazität und Kosten)
- VMware vRealize Orchestrator (Workflow-gestütztes Orchestrierungswerkzeug zum Automatisieren von IT-Aufgaben; dient u. a. der Integration und Anbindung von Dritthersteller-Lösungen)
- VMware vRealize Automation (Cloud-übergreifendes Automatisierungswerkzeug zum Modellieren und Bereitstellen von IT-Services über ein Self-Service-Portal)
- VMware vRealize Business for Cloud (Darstellung von Kosten sowie Kostenvergleiche)
- VMware vRealize Suite Lifecycle Manager (Automatisiert das Lifecyclemanagement der vRealize Suite)

##### VMware Cloud Foundation
Das Software Bundle VMware Cloud Foundation fasst mehrere VMware Produkte und den neu vorgestellten VMware SDDC Manager zu einer Gesamtlösung zusammen, mit der ein Software-Defined-Datacenter aufgesetzt und betrieben werden kann. Die einzelnen Komponenten decken die Felder Computing, Storage, Netzwerk, Sicherheit und Cloud-Management ab.

#### Speicher und Hochverfügbarkeits-Software

##### VMware vSAN
Die Software-Defined Storage Lösung VMware vSAN (ehemals VMware Virtual SAN) ermöglicht die zusammengefasste Bereitstellung von lokalen Datenträger aller VMware ESXi Server innerhalb eines Clusters zu einem Shared Storage (Hyper-Converged Infrastructure).
VMware vSAN ist Bestandteil des ESXi-Hypervisorkernels, erfordert allerdings eine separate Lizenzierung. Neben der allgemeinen Entwicklung Richtung Hyper-Converged Infrastructure verfolgt vSAN die Idee des richtliniengesteuerten Storagemanagements (Policy-based Storage-Management). Storage-Eigenschaften, wie Spiegelung, Verschlüsselung oder Quality-of-Service, werden nicht vom klassischen Shared Storage-System auf LUN-Ebene (bzw. NFS-Export) vorgegeben, sondern werden über Richtlinien den einzelnen virtuellen Festplatten von Virtuellen Maschinen zugewiesen.

##### VMware Site Recovery Manager
Der VMware Site Recovery Manager ist eine Disaster-Recovery-Software, welche beim Ausfall eines Rechenzentrums eine automatisierte Wiederherstellung der Workloads an einem anderen Standort oder in der Cloud (Disaster Recovery as a Service) ermöglicht.

#### Netzwerk und Sicherheits-Software

##### VMware NSX Data Center
VMware NSX ist eine Softwareschicht innerhalb einer virtualisierten Umgebung und ermöglicht das Erstellen von logischen Netzwerk-Funktionen wie Firewalls, Load-Balancern, VPN-Gateways und mehr. Beim Einsatz von NSX kommunizieren virtuelle Maschinen nicht mehr direkt über VLAN-basierende Portgruppen mit physikalischen Switches und Routern, sondern erreichen über einen logischen Switch den zugeordneten logischen Router.
Die Tunnel-Kommunikation zwischen den beteiligten Komponenten wird über die SDN Overlay Technologie GENEVE realisiert.

##### VMware SD-WAN by VeloCloud
Mithilfe von VMwares SD-WAN Lösung lassen sich verschiedene Wide Area Networks, wie etwa öffentliche Internet-Zugänge und MPLS-Anschlüsse, zu einer steuer- & überwachbaren Gesamtlösung koppeln. Dabei kommen ein sogenannter Orchestrator sowie Edge- und Gateway-Geräte zum Einsatz.

### Ehemalige Produkte

#### VMware Server
VMware Server war der kostenlose Nachfolger des 2001 erschienenen VMware GSX Server und entspricht von seiner Software-Architektur den VMware-Produkten der VMware-Workstation-Familie. Alle Produkte dieser Familie (VMware Workstation, VMware Player, VMware Server) sind Hosted-Produkte, das heißt, sie benötigen ein Wirtsbetriebssystem (Windows oder Linux). Der VMware Server ist, vereinfacht dargestellt, eine etwas veraltete, abgespeckte Version der VMware Workstation, die kaum Support bietet, dafür aber kostenlos erhältlich ist. Die Defizite bewegen sich im Bereich 3D-Acceleration sowie im beschränkten USB-Support. Wer ein Windows-basiertes System aufbauen will und mit dem eingeschränkten Leistungsumfang leben kann, findet eine stabile Alternative zur kostenpflichtigen Workstation-Version. Unter Linux hingegen hängt die Stabilität des VMware Server 2.0 kompatibilitätsbedingt (glibc) stark von der verwendeten Distribution ab (problematisch ist z. B. CentOS/RHEL 5.4), daher ist der Einsatz nicht uneingeschränkt zu empfehlen. Eine Anbindung an VirtualCenter ist ab Version 2.0 nicht mehr möglich. Der Hersteller bot optional einen technischen Kundendienst an. Das Produkt VMware Server wird nicht mehr weiterentwickelt und hat sein End of life (EOL) im Juni 2011 erreicht.
Der VMware Server unterstützt Multiprozessorsysteme von Intel 64/AMD64 und ist kostenlos. Allerdings fordert der Hersteller eine Registrierung der Kunden.

#### VMware ACE
VMware ACE diente dazu, virtuelle Maschinen zu verteilen, die dann von einem ACE Management Server zentral verwaltet werden konnten. Die virtuellen Maschinen können mit speziellen Sicherheitsrichtlinien versehen werden, mit denen einstellbar ist, wer wann welche virtuelle Maschine verwenden darf und auf welche Systemressourcen, wie zum Beispiel Netzwerkdienste, Laufwerke und Drucker, zugegriffen werden kann. ACE ist eine Erweiterung der Workstation-Version und existiert in drei Varianten, die sich im Wesentlichen durch die Anzahl der Client-Lizenzen unterscheiden, zudem fehlt in der einfachsten Variante der ACE Management Server. Das Produkt wurde Ende 2011 eingestellt.